# Diospyros streptosepala
Diospyros streptosepala là một loài thực vật có hoa trong họ Thị. Loài này được Merr. mô tả khoa học đầu tiên năm 1918.